# 楊心希
楊心希（1968年6月15日—），原名楊昕曦，藝名楊C.C.，生於台灣台北市，前歌手、中華民國律師2013年。楊昕曦考取法官，本名改為楊心希。2015年9月，楊心希就職福建連江地方法院候補法官，2022年真除台灣宜蘭地方法院法官。

## 生平
楊昕曦畢業於北一女、國立台灣大學中國文學系。1991年，楊昕曦以藝名楊C.C.由點將唱片推出個人專輯《别在上课偷看我的心》，造型類似於日本藝人酒井法子。1992年，以本名推出第二張專輯《你在我夢裏的樣子》。1993年，以本名客串中華電視公司綜藝節目《連環泡》之短劇單元【黃飛鴻會紅】。之後淡出演藝圈。
2008年，楊昕曦自輔仁大學學士後法律系畢業。2011年，楊昕曦考取律師資格。2013年，楊昕曦考取法官，本名改為楊心希。2015年9月，楊心希就職福建連江地方法院候補法官。